# Nokia Lumia 930
De Nokia Lumia 930 is een smartphone van het Finse bedrijf Nokia. Het is Nokia's tweede high-end-toestel met Windows Phone 8.1, gevolgd door een update naar Windows 10 Mobile begin 2016.
De Lumia 930 was beschikbaar in zes verschillende kleuren, waarvan twee special edition gouden uitvoeringen.

## Nokia Lumia Icon
De Nokia Lumia Icon, ook wel de Nokia Lumia 929 genoemd, is een Amerikaanse variant van de Lumia 930. Het enige grote verschil is dat de Lumia Icon eerder op de markt verscheen en dus standaard geleverd werd met Windows Phone 8. Verder is de Lumia Icon in specificaties gelijk aan de Lumia 930, die wereldwijd werd verkocht. De Lumia Icon was beschikbaar in twee kleuren.

## Nokia Lumia 1520
De Nokia Lumia 1520 is een grotere variant van de Lumia Icon, De toestellen verschillen qua functies niet veel, maar het grootste verschil is dat de Lumia 1520 een groter 6-inch lcd-scherm heeft vergeleken met het 5-inch AMOLED-scherm van de Lumia Icon. Ook bevat de Lumia 1520 de Glance scherm functie en een microSD kaartslot. De Lumia 1520 was beschikbaar in vier verschillende kleuren.

## Draadloos opladen
De Nokia Lumia Icon en 930 bevatten de technologie voor draadloos opladen, en zijn daarmee een van de eerste smartphones die de mogelijkheid heeft om dat te kunnen. Er wordt gebruik gemaakt van de technologie van Qi.

## PureView
De Nokia Lumia Icon en 930 bevatten een camera onder de PureView naam. Deze 20 megapixel camera werd gemaakt in samenwerking werd Carl Zeiss. De PureView beeldvormende technologie levert hoge kwaliteit foto's, scherpe zoom en verbeterde prestaties bij weinig licht.

## Optische beeldstabilisatie
De Nokia Lumia Icon en 930 zijn tevens een van de eerste telefoons die optische beeldstabilisatie ondersteunen, waardoor foto's en video's minder bewogen genomen zullen worden.

## Digital Negative
De Lumia Icon en 930 zijn een van de eerste smartphones met ondersteuning voor Digital Negative, afgekort ook wel dng genoemd. Dit laat de camera toe om de foto's in RAW te schieten, waardoor er geen compressie plaatsvindt en foto's later beter kunnen worden bewerkt. Digital Negative heeft daarmee een aantal voordelen voor de fotografen die de camera van de Lumia 830 gebruiken en foto's later nog willen bewerken.

## Problemen

### Geen uitbreidbare opslag
Doordat de Nokia Lumia Icon en 930 niet werden voorzien van een microSD slot konden de hoge resolutie foto's al snel veel opslag innemen. De 32 GB opslag van de Icon en de 930 was meer dan de meeste andere smartphones in die tijd, maar fotografen vonden het toch een minpunt.

## Root access
In 2015 werd er door ethisch hacker Rene Lergner, beter bekend onder alias Heathcliff74, een hack ontwikkeld waardoor tweede generatie Lumia's met Windows Phone 8 konden worden geroot. Deze versie was nog niet compatibel met de Lumia Icon en Lumia 1520. Ook nieuwere Lumia's werkten niet. Via een applicatie genaamd Windows Phone Internals kon de bootloader worden ontgrendeld en werd het dus mogelijk om niet-geautoriseerde code uit te voeren. De ontdekkingen werden goed ontvangen door anderen, zo konden er aanpassingen gemaakt worden. Begin 2018 werd versie 2 uitgebracht die ook werkte met Windows 10 Mobile en de nieuwere Lumia's. Deze versie werd later open source.

## Specificaties
| Modellen                 | Modellen                      | Lumia 929 Icon                                                              | Lumia 930                                                                   |
| Introductie              | Introductie                   | 12 februari 2014                                                            | 2 april 2014                                                                |
| Originele OS versie      | Originele OS versie           | Windows Phone 8 Update 3                                                    | Windows Phone 8.1                                                           |
| Hoogste OS versie        | Officieel                     | Windows 10 Mobile (1607)                                                    | Windows 10 Mobile (1607)                                                    |
| Hoogste OS versie        | Insider previews              | Windows 10 Mobile (1709)                                                    | Windows 10 Mobile (1709)                                                    |
| Productie codenaam       | Productie codenaam            | RM-927                                                                      | RM-1045/1087                                                                |
| Specificaties            | Specificaties                 | Lumia 929 Icon                                                              | Lumia 930                                                                   |
| Afmetingen               | hoogte                        | 137 mm                                                                      | 137 mm                                                                      |
| Afmetingen               | breedte                       | 71 mm                                                                       | 71 mm                                                                       |
| Afmetingen               | dikte                         | 9,8 mm                                                                      | 9,8 mm                                                                      |
| Gewicht (g)              | Gewicht (g)                   | 167 g                                                                       | 167 g                                                                       |
| Volume (cm3)             | Volume (cm3)                  | 94,7 cm3                                                                    | 94,7 cm3                                                                    |
| Kleuren achterkant       | Kleuren achterkant            |                                                                             | G                                                                           |
| Kleuren voorkant         |                               |                                                                             |                                                                             |
| Verwijderbare achterkant | Verwijderbare achterkant      | Nee                                                                         | Nee                                                                         |
| Scherm                   | Scherm                        | Lumia 929 Icon                                                              | Lumia 930                                                                   |
| Diagonaal (inch)         | Diagonaal (inch)              | 5,0" (12,70 cm)                                                             | 5,0" (12,70 cm)                                                             |
| Resolutie (pixels)       | Resolutie (pixels)            | 1080×1920                                                                   | 1080×1920                                                                   |
| Pixel dichtheid (ppi)    | Pixel dichtheid (ppi)         | 441                                                                         | 441                                                                         |
| Schermafmetingen         | hoogte                        | 111,0 mm                                                                    | 111,0 mm                                                                    |
| Schermafmetingen         | breedte                       | 62,0 mm                                                                     | 62,0 mm                                                                     |
| Screen-to-body-ratio     | Screen-to-body-ratio          | 70,72%                                                                      | 70,72%                                                                      |
| Kleurweergave            | Kleurdiepte                   | TrueColor 24-bit (16777216 kleuren)                                         | TrueColor 24-bit (16777216 kleuren)                                         |
| Kleurweergave            | DCI-P3-kleurruimte            | Nee                                                                         | Nee                                                                         |
| ClearBlack polarizer     | ClearBlack polarizer          | Ja                                                                          | Ja                                                                          |
| Glance scherm            | Glance scherm                 | Nee                                                                         | Nee                                                                         |
| Gorilla Glass            | Gorilla Glass                 | Gorilla Glass 3                                                             | Gorilla Glass 3                                                             |
| On-screen taakbalk       | On-screen taakbalk            | Nee                                                                         | Nee                                                                         |
| Super Sensitive Touch    | Super Sensitive Touch         | Ja                                                                          | Ja                                                                          |
| Technologie              | Technologie                   | AMOLED                                                                      | OLED                                                                        |
| Verversingssnelheid      | Verversingssnelheid           | 60 Hz                                                                       | 60 Hz                                                                       |
| Geheugen/Processor       | Geheugen/Processor            | Lumia 929 Icon                                                              | Lumia 930                                                                   |
| RAM                      | RAM                           | 2 GB                                                                        | 2 GB                                                                        |
| Opslag                   | Opslag                        | 32 GB                                                                       | 32 GB                                                                       |
| Uitbreidbaar             | Uitbreidbaar                  | Nee                                                                         | Nee                                                                         |
| Processor                | System-on-a-chip              | Qualcomm Snapdragon 800 MSM8974                                             | Qualcomm Snapdragon 800 MSM8974                                             |
| Processor                | Bit                           | 32 bit                                                                      | 32 bit                                                                      |
| Processor                | Cores                         | Quad core                                                                   | Quad core                                                                   |
| Processor                | Productie-procedé             | 28 nm                                                                       | 28 nm                                                                       |
| Processor                | ARM-instructieset             | v7                                                                          | v7                                                                          |
| Processor                | Kloksnelheid per core (GHz)   | 2,2                                                                         | 2,2                                                                         |
| GPU                      | GPU                           | Adreno 330                                                                  | Adreno 330                                                                  |
| Connectiviteit           | Connectiviteit                | Lumia 929 Icon                                                              | Lumia 930                                                                   |
| Netwerken                | GSM                           | 850/900/1800/1900                                                           | 850/900/1800/1900                                                           |
| Netwerken                | UMTS                          | Band 1/2/5/8                                                                | Band 1/2/5/8                                                                |
| Netwerken                | LTE Advanced                  | Band 4/13                                                                   | Band 1/3/7/8/20                                                             |
| Bluetooth                | Bluetooth                     | 4.0                                                                         | 4.0                                                                         |
| Wifi                     | Wifi                          | a/b/g/n/ac                                                                  | a/b/g/n/ac                                                                  |
| NFC                      | NFC                           | Ja                                                                          | Ja                                                                          |
| Gps                      | Gps                           | Ja                                                                          | Ja                                                                          |
| GLONASS                  | GLONASS                       | Ja                                                                          | Ja                                                                          |
| Sim                      | Aantal Sims                   | 1                                                                           | 1                                                                           |
| Sim                      | Grootte                       | Nano-Sim                                                                    | Nano-Sim                                                                    |
| Connectoren              | Audio                         | 3,5mm audio jack                                                            | 3,5mm audio jack                                                            |
| Connectoren              | Opladen/Gegevensoverdracht    | USB Micro-B 2.0                                                             | USB Micro-B 2.0                                                             |
| Connectoren              | Video                         | Nee                                                                         | Nee                                                                         |
| FM Radio                 | FM Radio                      | Ja                                                                          | Ja                                                                          |
| Miracast                 | Miracast                      | Ja                                                                          | Ja                                                                          |
| Digitale TV              | Digitale TV                   | Nee                                                                         | Nee                                                                         |
| Continuum                | Continuum                     | Nee                                                                         | Nee                                                                         |
| Batterij                 | Batterij                      | Lumia 929 Icon                                                              | Lumia 930                                                                   |
| Capaciteit (mAh)         | Capaciteit (mAh)              | 2420                                                                        | 2420                                                                        |
| Model                    | Model                         | BV-5QW 3.8V                                                                 | BV-5QW 3.8V                                                                 |
| Verwijderbaar            | Verwijderbaar                 | Nee                                                                         | Nee                                                                         |
| Qi draadloos opladen     | Qi draadloos opladen          | Ja                                                                          | Ja                                                                          |
| Batterijvermogen (uur)   | Standby                       | 432                                                                         | 432                                                                         |
| Batterijvermogen (uur)   | Muziek playback               | 75                                                                          | 75                                                                          |
| Batterijvermogen (uur)   | Video playback                | 9                                                                           | 9                                                                           |
| Batterijvermogen (uur)   | Video opname                  | n/a                                                                         | n/a                                                                         |
| Batterijvermogen (uur)   | Wifi netwerk browsen          | 9.2                                                                         | 9                                                                           |
| Batterijvermogen (uur)   | 3G netwerk browsen            | 6.8                                                                         | n/a                                                                         |
| Batterijvermogen (uur)   | Beltijd (2G)                  | 12                                                                          | 21.7                                                                        |
| Batterijvermogen (uur)   | Beltijd (3G)                  | 16.4                                                                        | 17.9                                                                        |
| Batterijvermogen (uur)   | Beltijd (4G)                  | n/a                                                                         | n/a                                                                         |
| Technologie              | Technologie                   | Lithium-ion                                                                 | Lithium-ion                                                                 |
| Camera                   | Camera                        | Lumia 929 Icon                                                              | Lumia 930                                                                   |
| Camera aan de voorzijde  | Apertuur                      | ƒ/2,4                                                                       | ƒ/2,4                                                                       |
| Camera aan de voorzijde  | Megapixel                     | 1.2                                                                         | 1.2                                                                         |
| Camera aan de voorzijde  | Videoresolutie                | HD (720×1280) in 30 fps                                                     | HD (720×1280) in 30 fps                                                     |
| Hoofdcamera              | Autofocus                     | Ja                                                                          | Ja                                                                          |
| Hoofdcamera              | Apertuur                      | ƒ/2,4                                                                       | ƒ/2,4                                                                       |
| Hoofdcamera              | 35mm equivalent (mm)          | 26 mm                                                                       | 26 mm                                                                       |
| Hoofdcamera              | Megapixel                     | 20.0 Pureview                                                               | 20.0 Pureview                                                               |
| Hoofdcamera              | Sensorgrootte (inch)          | 1/2,5 (10,16 mm)                                                            | 1/2,5 (10,16 mm)                                                            |
| Hoofdcamera              | Videoresolutie                | 4K (2160×3840) in 30 fps FHD (1080×1920) in 60 fps HD (720×1280) in 120 fps | 4K (2160×3840) in 30 fps FHD (1080×1920) in 60 fps HD (720×1280) in 120 fps |
| Hoofdcamera              | Carl Zeiss Optics             | Ja                                                                          | Ja                                                                          |
| Hoofdcamera              | Zoom                          | 3×                                                                          | 3×                                                                          |
| Hoofdcamera              | Flits                         | Ja                                                                          | Ja                                                                          |
| Hoofdcamera              | Optische beeldstabilisatie    | Ja                                                                          | Ja                                                                          |
| Hoofdcamera              | Cameraknop                    | Ja                                                                          | Ja                                                                          |
| Hoofdcamera              | Digital Negative image format | Ja                                                                          | Ja                                                                          |
| Sensoren                 | Sensoren                      | Lumia 929 Icon                                                              | Lumia 930                                                                   |
| Windows Hello            | Vingerafdruk Scanner          | Nee                                                                         | Nee                                                                         |
| Windows Hello            | Infrarood Iris Scanner        | Nee                                                                         | Nee                                                                         |
| Microfoons               | Microfoons                    | 4                                                                           | 4                                                                           |
| Cortana                  | Cortana ondersteuning         | Ja                                                                          | Ja                                                                          |
| Cortana                  | “Hey Cortana” oproep          | Ja                                                                          | Ja                                                                          |
| Accelerometer            | Accelerometer                 | Ja                                                                          | Ja                                                                          |
| Omgevingslichtdetector   | Omgevingslichtdetector        | Ja                                                                          | Ja                                                                          |
| Nabijheidssensor         | Nabijheidssensor              | Ja                                                                          | Ja                                                                          |
| Magnetometer             | Magnetometer                  | Ja                                                                          | Ja                                                                          |
| Gyroscoop                | Gyroscoop                     | Ja                                                                          | Ja                                                                          |
| Barometer                | Barometer                     | Nee                                                                         | Nee                                                                         |
| SensorCore               | SensorCore                    | Ja                                                                          | Ja                                                                          |

### Modelvarianten
| Naam     | 929              | 930             | 930          |
| Model    | RM-927           | RM-1045         | RM-1087      |
| -------- | ---------------- | --------------- | ------------ |
| Regio    | Verenigde Staten | Globaal         | China        |
| 3G       | Band 1/2/5/8     | Band 1/2/5/8    | Band 1/2/5/8 |
| 4G       | Band 4/13        | Band 1/3/7/8/20 | Geen 4G      |
| NFC      | Ja               | Ja              | Ja           |
| DTV      | Nee              | Nee             | Nee          |
| Dual Sim | Nee              | Nee             | Nee          |

## Opmerkingen
1. ↑  Windows 10 Mobile is vereist, met Windows Phone 8.1 alleen FHD (1080×1920) in 30 fps